# Apolobesia
Apolobesia là một chi bướm đêm thuộc họ Tortricidae.

## Các loài
- Apolobesia sitophaga (Meyrick, 1922)